# 선씀바귀
선씀바귀는 국화과에 딸린 여러해살이풀이다.

## 생태
볕이 잘 드는 풀밭이나 길가, 강가에서 자란다. 줄기는 곧게 서며 높이가 20~50센티미터에 이른다. 잎은 대개 뿌리에서 나는데 긴 타원 모양이거나 깃 모양으로 갈라진다. 꽃은 오뉴월에 피며 지름 1.5~2센티미터쯤 되는 두화가 핀다. 혀꽃으로만 되어 있고, 흰색이거나 연한 보라색이다. 열매는 수과이다.

## 사진

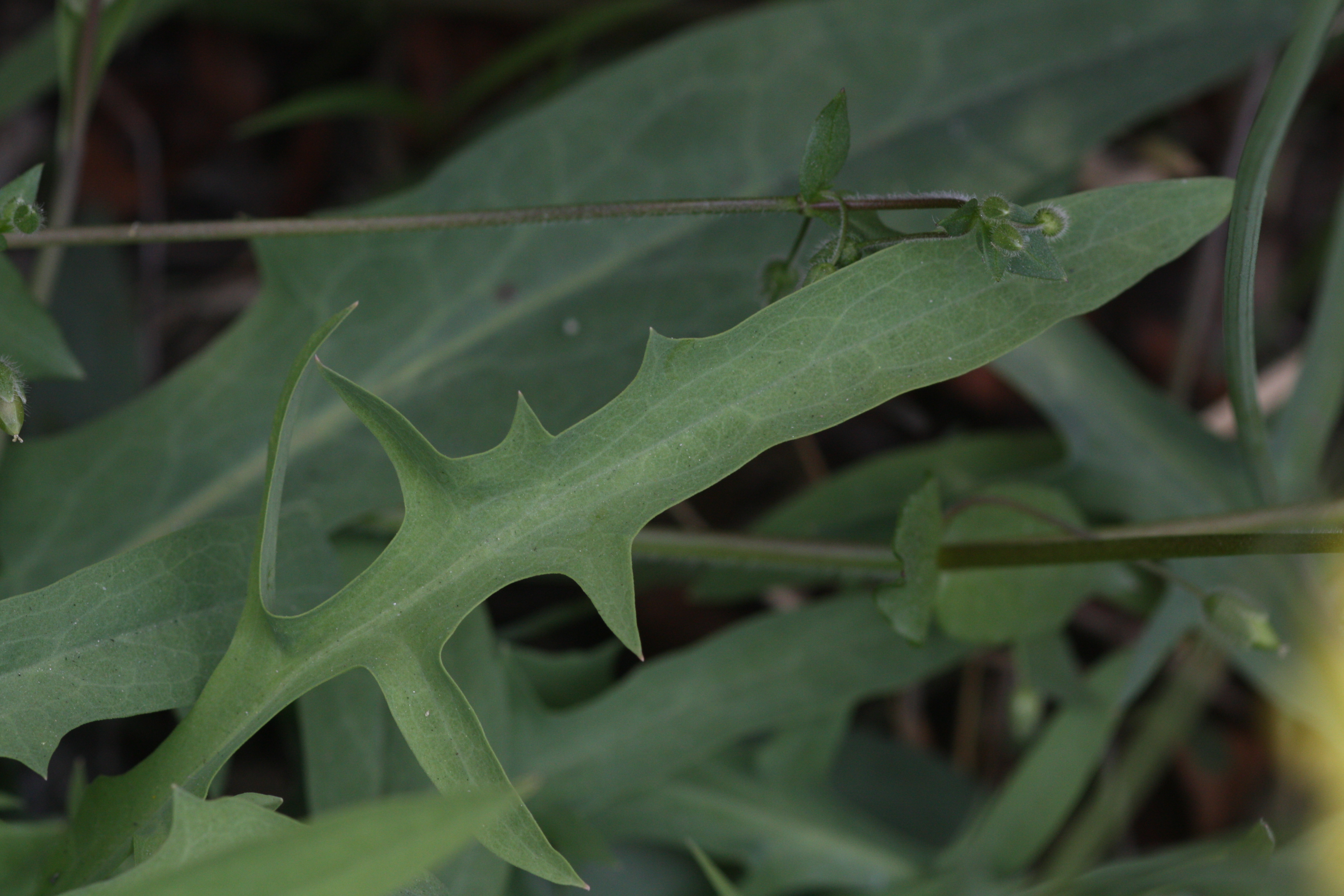
잎
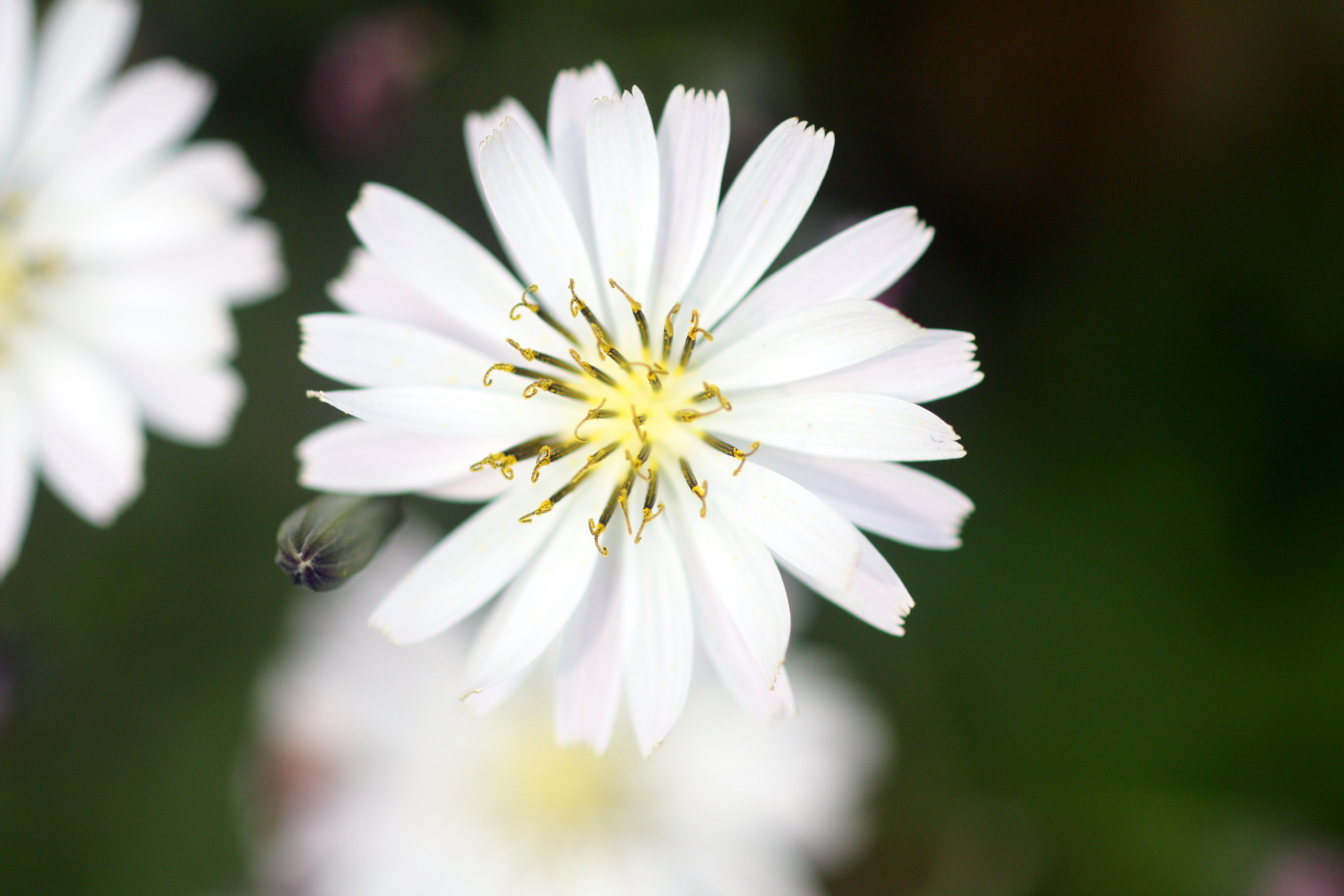
꽃
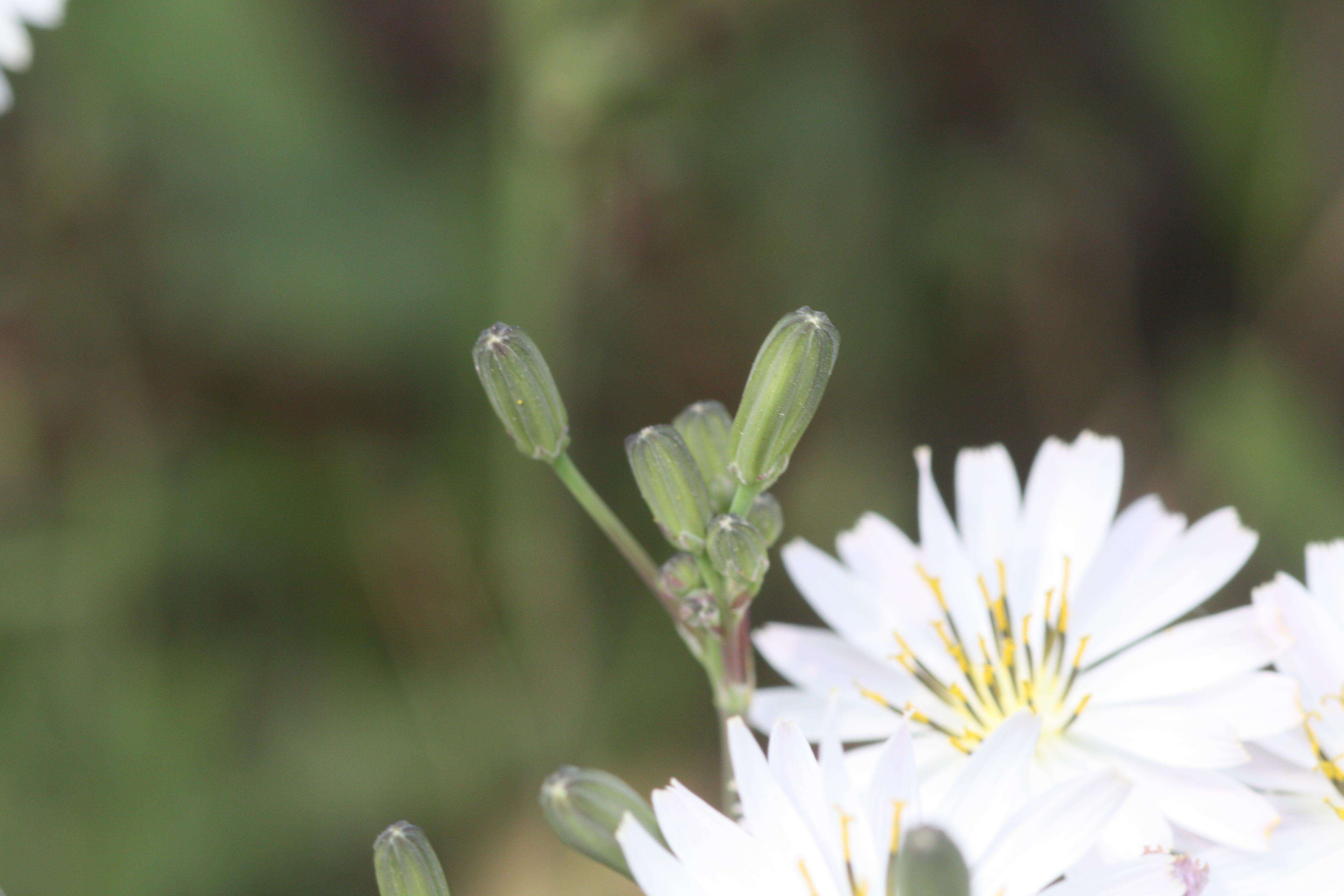
꽃망울

## 노랑선씀바귀
학명 : Ixeris chinensis (Thunb.) Nakai. 선씀바귀와 생태적 특징이 비슷하면서 꽃만 노랗게 핀다.

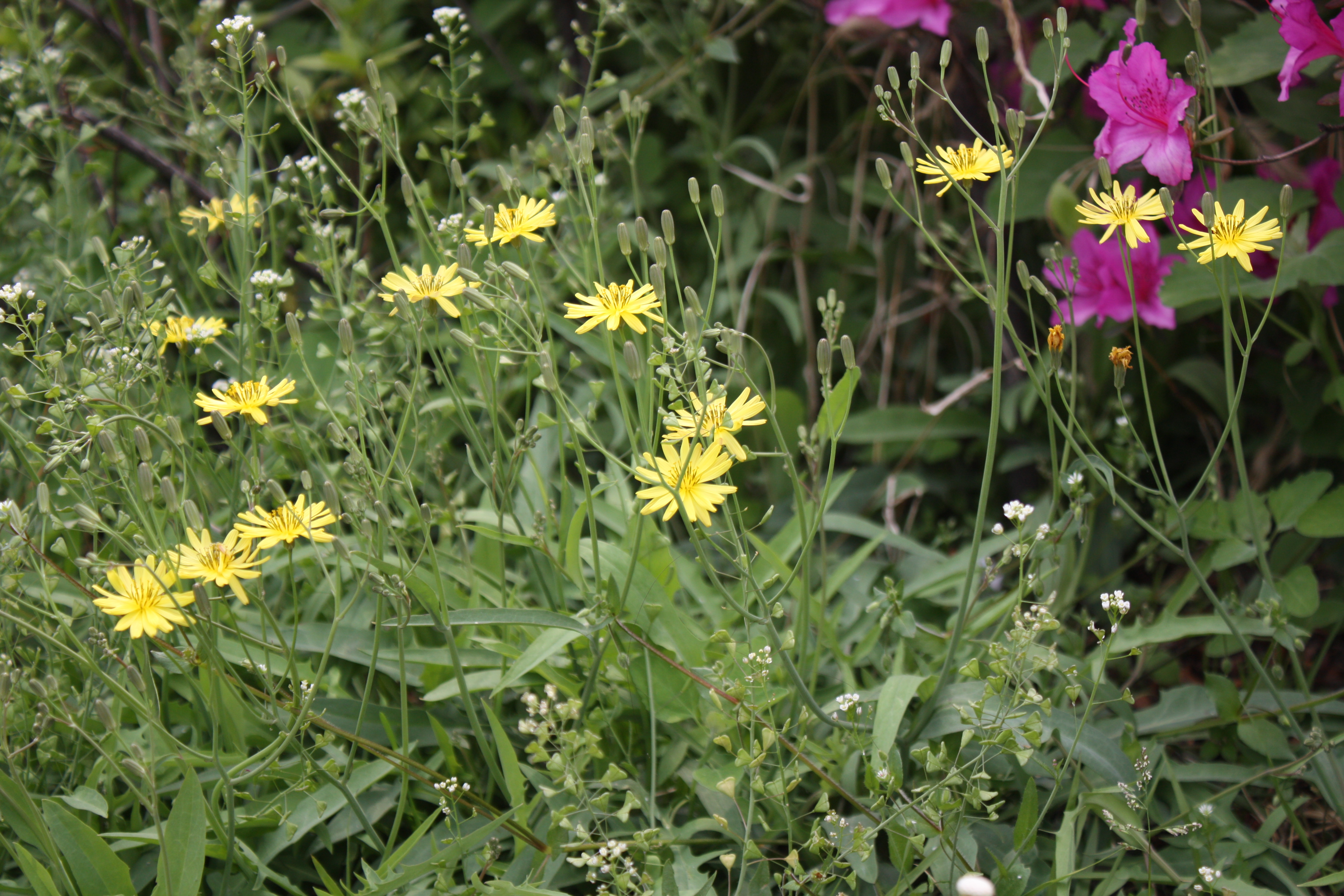
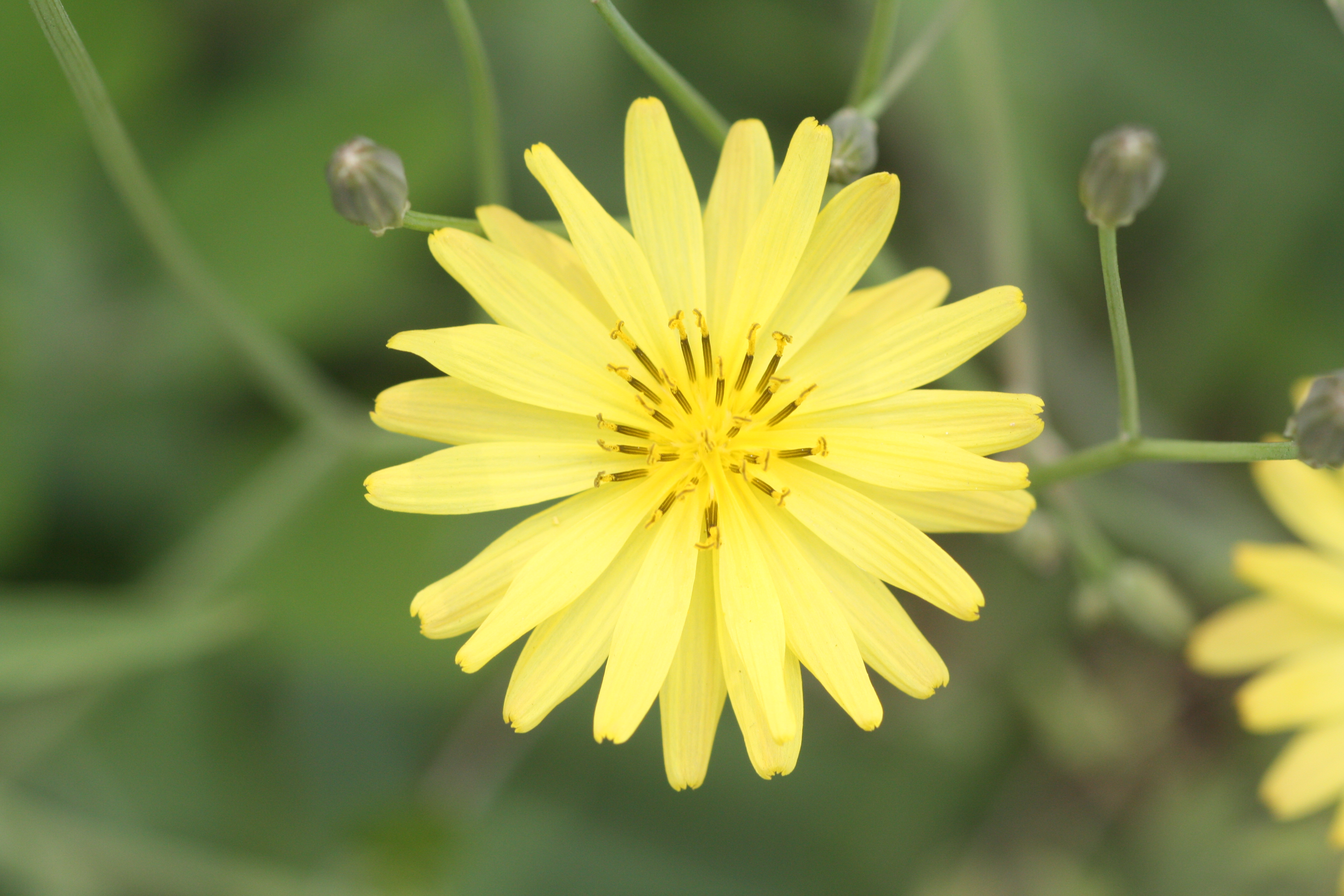

## 참고 문헌
- 고경식; 김윤식 (1988). 《원색한국식물도감》. 아카데미서적.
- 이동혁 (2007). 《오감으로 찾는 우리 풀꽃》. 도서출판 이비컴. ISBN 978-89-89484-57-8.